# Schoenlandella
Schoenlandella is een geslacht van insecten uit de orde vliesvleugeligen (Hymenoptera) en de familie schildwespen (Braconidae).

## Soorten
Deze lijst van 54 stuks is mogelijk niet compleet.
- S. acrenulata (Fischer, 1958)
- S. antennalis (Telenga, 1955)
- S. atra (Szepligeti, 1914)
- S. atricornis (Ashmead, 1894)
- S. bifoveata (Cameron, 1912)
- S. coelofrons (Huddleston & Walker, 1988)
- S. deserta (Telenga, 1955)
- S. diaphaniae (Marsh, 1986)
- S. evelinae (Dangerfield & Austin, 1995)
- S. flavipennis (Granger, 1949)
- S. forticarinata (Cameron, 1910)
- S. fossata (Brues, 1924)
- S. fulva (Cameron, 1907)
- S. fulviventris Cameron, 1906
- S. glabra (Fischer, 1958)
- S. gloriosa Mercado, 2003
- S. goosei (Dangerfield & Austin, 1995)
- S. hymeniae (Fischer & Parshad, 1968)
- S. indica Ahmad & Shujauddin, 2004
- S. insculpta (Mao, 1949)
- S. iqbali (Dangerfield & Austin, 1995)
- S. latifrons (Brues, 1924)
- S. longimala (Mao, 1945)
- S. longipennis (Brues, 1924)
- S. maculata (Fischer, 1958)
- S. minor (Szepligeti, 1914)
- S. minuta (Cresson, 1873)
- S. nigra (Szepligeti, 1914)
- S. nigricollis Cameron, 1905
- S. nigricornis (Cameron, 1910)

- S. nigrindica (Shenefelt, 1973)
- S. nigromaculata Cameron, 1905
- S. nitida (Brues, 1924)
- S. obscuriceps (Fischer, 1958)
- S. pulchripes (Szepligeti, 1914)
- S. punctata (Szepligeti, 1913)
- S. rasi (Dangerfield & Austin, 1995)
- S. robusta (Telenga, 1955)
- S. rufator (Roman, 1915)
- S. rufomaculata (Cameron, 1910)
- S. saeedi (Dangerfield & Austin, 1995)
- S. sahelensis (Huddleston & Walker, 1988)
- S. scotti (Dangerfield & Austin, 1995)
- S. striatifrons (Brues, 1926)
- S. szepligetii (Enderlein, 1906)
- S. tegularis (Brues, 1924)
- S. testacea (Kriechbaumer, 1894)
- S. testaceipes (Cameron, 1906)
- S. trimaculata Cameron, 1905
- S. tristis (Granger, 1949)
- S. uniformis (Turner, 1918)
- S. variegata (Szepligeti, 1913)
- S. verticalis (Turner, 1918)
- S. xanthostigma (Granger, 1949)